# توماس والش
توماس والش (انگلیسی: Tomas Walsh، زاده ۱ مارس ۱۹۹۲) پرتاب‌گر وزنه اهل نیوزیلند است.
از افتخارات او می‌توان به کسب مدال برنز پرتاب وزنه در بازی‌های المپیک تابستانی ۲۰۱۶ اشاره کرد.